# Saint-Didier-en-Velay
Saint-Didier-en-Velay è un comune francese di 3 383 abitanti situato nel dipartimento dell'Alta Loira della regione dell'Alvernia-Rodano-Alpi.

## Società

### Evoluzione demografica
Abitanti censiti